# Lard
A Lard egy amerikai indusztriális metal együttes. 1989-ben alakult.

## Az alapító tagok
- Jello Biafra – ének (Dead Kennedys)
- Al Jourgensen – gitár (Ministry)
- Paul Barker – basszusgitár (Ministry)
- Jeff Ward – dobok

## Diszkográfia
- The Power of Lard (1989)
- The Last Temptation of Reid (1990)
- Pure Chewing Satisfaction (1997)
- 70's Rock Must Die (2000)